# Talibani
Talibani (طالبان) su fundamentalistički sunitsko islamski i etničko paštunski pokret, koji je vladao većinom Afganistana od 1996. do 2001. godine te ponovno od 2021. godine. Talibani su nastali u Pakistanu u izbjegličkim logorima u kojima su boravile afganistanske izbjeglice, a presudan utjecaj na njihovo učenje imale su vjerske škole.
Vođe ovog pokreta ubijene su u akcijama SAD-a i Sjevernog saveza. Grupe ovog pokreta i dalje su aktivne i bore se u gerilskim bitkama ili terorizmom protiv NATO saveza i trenutne vlade Afganistana.
Dok su bili na vlasti, talibani su prisiljavali stanovništvo na najstrože pridržavanje šerijatskih zakona ikad viđeno u islamskom svijetu i postali su poznati po zlostavljanju žena. Bilo im je zabranjeno raditi i školovati se te su već od osme godine morale čitati Kuran. Morale su nositi burku, opravu koja pokriva cijelo tijelo i lice i ima samo otvore za oči. Žene koje su bile uhvaćene u kršenju segregacijskih zakona, često su bile osuđivane na smrt, a kazna se u pravilu izvršavala javno, na stadionima. 
Teroristička grupa Al Kaida bila je saveznik talibana.
Talibana trenutno ima oko 75,000 (rujan 2021.). Vođa im je bio Mula Muhamed Omar, a sada je Mavlavi Hibatullah Akhundzada.
Nakon povlačenja američkih vojnih snaga 2021. godine, talibani ponovno jačaju vojsku i uspijevaju ovladati Afganistanom osvojivši najveće gradove. Ulaskom u glavni grad Kabul osnivaju novu državu Islamski emirat Afganistan. Dio stanovništva nakon dolaska talibana napustio je domove, zbog uspostavljanja šerijatskog zakona. 